# Papuasicyos papuanus
Papuasicyos papuanus är en gurkväxtart som först beskrevs av Célestin Alfred Cogniaux, och fick sitt nu gällande namn av Brigitta Emma Elisabeth Duyfjes. Papuasicyos papuanus ingår i släktet Papuasicyos och familjen gurkväxter. Inga underarter finns listade i Catalogue of Life.